# Diluvio (Polonia)
Il diluvio fu una serie di campagne militari combattute nella Confederazione polacco-lituana nel corso dei XVII secolo.
Esso ha due accezioni: nel senso più ristretto, si può intendere nello specifico l'invasione della Confederazione, durante la seconda guerra del nord (1655-1660), da parte dell'Impero svedese (e si parla quindi di diluvio svedese: in polacco Potop szwedzki, in lituano Švedų tvanas); mentre, nella sua accezione più ampia, con diluvio si può indicare l'intero periodo compreso tra la rivolta di Chmel'nyc'kyj (1648) e il trattato di Andrusovo (1666), in cui la Polonia-Lituania si trovò a fronteggiare anche il Regno russo. Il termine è stato reso popolare da Henryk Sienkiewicz nel suo romanzo intitolato Il diluvio (1886).
Durante gli scontri, la Confederazione perse circa un terzo della sua popolazione, e il suo status di grande potenza declinò in favore di Svezia e Russia. Secondo alcuni autori polacchi, i danni derivati dal diluvio risultarono almeno pari, se non maggiori di quello, affrontati nel corso della seconda guerra mondiale. La capitale Varsavia uscì dalle lotte completamente distrutta dagli svedesi e, su una popolazione prebellica di 20 000 abitanti, se ne contavano circa 2 000 dopo la guerra. Gli invasori svedesi e russi rasero del tutto al suolo 188 tra agglomerati urbani maggiori e piccoli centri abitati, 81 castelli e 136 chiese.

## Contesto storico
Nel 1648, Bohdan Chmel'nyc'kyj guidò una rivolta popolare dei cosacchi di Zaporižžja e contadini ucraini scontenti del dominio dei magnati polacchi e lituani, ovvero la fascia più alta dell'aristocrazia locale che, di fatto, amministrava la nazione. Sebbene la fase iniziale della ribellione si concluse dopo molte distruzioni con la battaglia di Berestečko (1651), mise decisamente in evidenza l'accesa rivalità tra Russia e Polonia-Lituania per l'egemonia sull'Ucraina e sulle terre slave orientali in generale. Sempre nell'ambito di tale clima di ostilità, nell'ottobre 1653, lo Zemskij sobor, il primo parlamento storico della Russia, dichiarò guerra alla Repubblica delle Due Nazioni e, nel giugno del 1654, le forze dello zar Alessio di Russia invasero la sezione orientale della Polonia-Lituania, innescando la guerra russo-polacca (1654-1667). Nell'estate del 1654, i russi riuscirono a conquistare le città e le fortezze più importanti dell'odierna Bielorussia, ma anche l'ambita Smolensk cedette dopo un cruentò assedio il 3 ottobre 1654. L'Impero svedese, tecnicamente già in lizza con la Confederazione (un accordo di cessate il fuoco esisteva dal 1629 e venne prolungato dal 1635 al 1661), decise di invadere il suo vicino nel luglio 1655 e occupò la restante metà del paese.

## Guerra

### La Svezia prima del conflitto
Dopo la guerra dei trent'anni, l'Impero svedese emerse come una delle nazioni più forti del continente: dotato di un grande esercito ma di pochi soldi per pagare i suoi soldati, Stoccolma decise di guardare all'indebolita Confederazione polacco-lituana, resa vulnerabile per via delle lotte con i cosacchi e con lo Zarato di Russia e con alcuni dei migliori soldati caduti nella battaglia di Batoh del 1652 o nella mattanza che ne seguì (12 000 caduti nella battaglia e 8 000 circa fatti prigionieri e poi trucidati). Dal canto loro, gli svedesi ricordavano le pretese al trono dei re polacchi Sigismondo III Vasa e dei suoi figli Ladislao IV e Giovanni II Casimiro, che appartenevano al Casato di Vasa. Un conflitto precedente, la guerra polacco-svedese dal 1626 al 1629 si era concluso con il trattato di Stuhmsdorf.
Il re polacco-lituano Giovanni II Casimiro (al potere dal 1648 al 1668) mancava di sostegno tra la nobiltà locale (szlachta) a causa delle sue simpatie per l'assolutismo dell'Austria e il suo aperto disprezzo per la cultura sarmatista, un sistema di ideali profondamente radicatosi nel mondo confederato. In precedenza, nel 1643, Giovanni Casimiro divenne membro dei Gesuiti e ricevette il titolo di cardinale. Tuttavia, nel dicembre 1646, tornò in Polonia e, nell'ottobre 1647, si dimise dalla carica che ricopriva in ambito religioso per candidarsi all'elezione al trono polacco, dopo la morte del fratello Ladislao IV Vasa. Nonostante fosse riuscito a diventare sovrano nel 1648, alcuni membri della nobiltà sostennero Carlo Gustavo (re di Svezia dal 1654 al 1660 e cugino di Giovanni Casimiro) per il trono polacco-lituano, in quanto il passato da gesuita del nuovo monarca non li convinceva.
Altri ancora temevano fosse un re debole: il gran tesoriere Bogusław Leszczyński, di fede protestante, ed il vice cancelliere della Corona Hieronim Radziejowski, un vecchio nemico di Giovanni Casimiro prima esiliato in Svezia, incoraggiarono Carlo Gustavo a rivendicare la Corona polacca. Due principi nobili lituani, Janusz Radziwiłł e Bogusław Radziwiłł, seminarono maldicenze nella Confederazione e iniziarono attività diplomatiche con il sovrano svedese Carlo X Gustavo di Svezia per convincerlo a irrompere a sud e rompere l'unione polacco-lituana. In linea con quanto pianificarono, i principi Radziwiłł ottennero la garanzia della protezione svedese firmando il trattato di Kėdainiai (1655), in virtù del quale avrebbero governato su due regioni del Granducato di Lituania.

### 1655

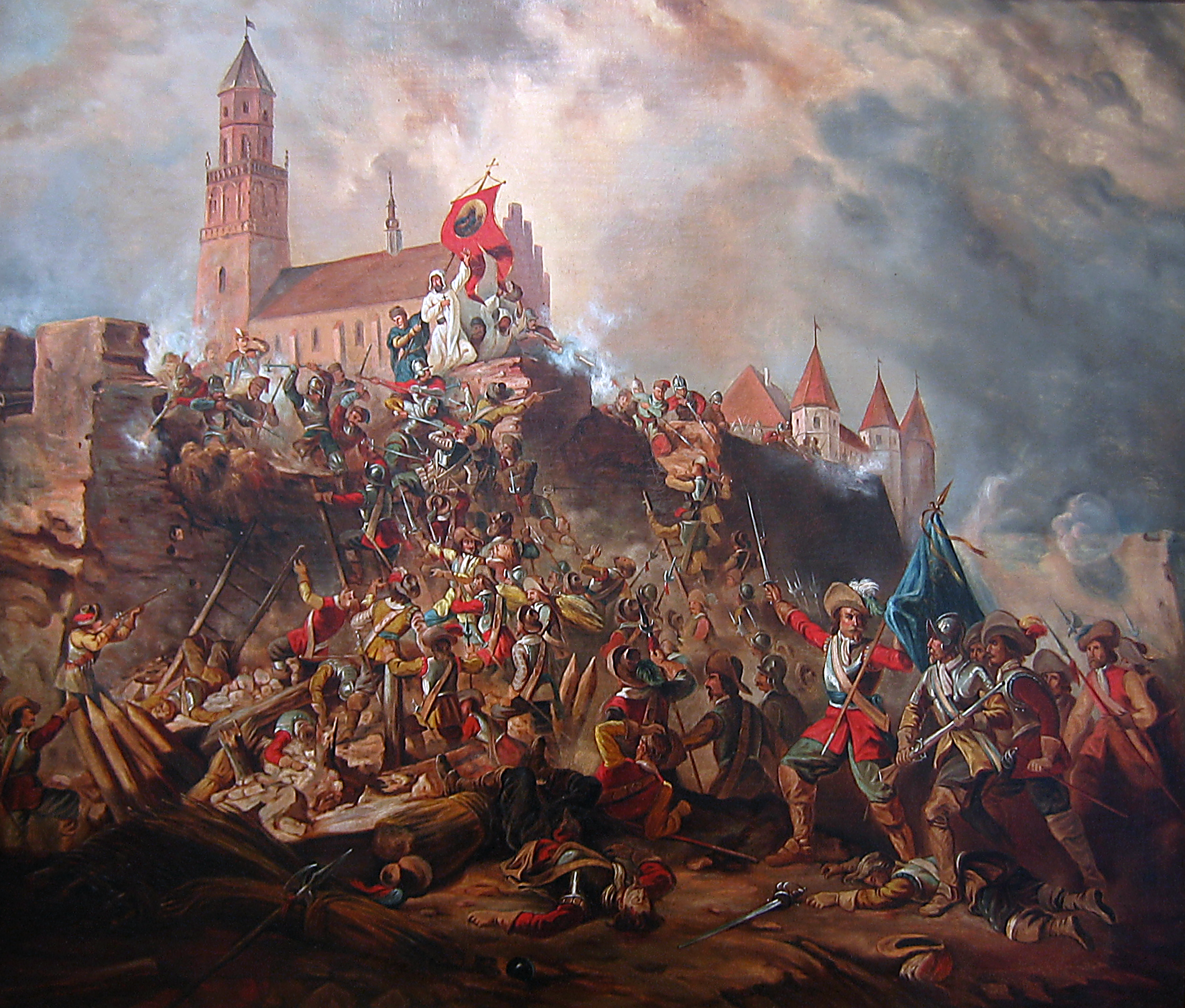
Una rievocazione artistica ottocentesca dell'assedio di Jasna Góra del 1655

Nel luglio 1655 due armate svedesi, in partenza dalla Pomerania svedese e dalla Provincia di Pomerania, fecero il loro ingresso nella Grande Polonia, una delle province più ricche e sviluppate della Repubblica delle Due Nazioni, che per secoli non aveva affrontato alcun conflitto militare: il meccanismo della pospolite ruszenie, adoperato dal re per spingere i nobili a fornire truppe in difesa della patria, non si dimostrò abbastanza rapido da potersi frapporre ai nemici con prontezza. L'accampamento degli aristocratici poi allestito in Grande Polonia, situato nella valle del fiume Noteć, vicino alla città di Ujście, sembrava più un grande banchetto, poiché i comandanti radunatisi per affrontare l'esercito svedese apparivano più interessati a bere. A peggiorare le cose, due potenti magnati, il voivoda di Poznań Krzysztof Opaliński e il voivoda di Kalisz Andrzej Karol Grudziński, litigarono tra loro sull'eventualità di combattere o abbandonare. Le truppe polacche non avevano polvere da sparo, cannoni e persino cibo, che veniva rubato nei villaggi locali da soldati affamati.
Dopo una facile vittoria svedese nello scontro di Ujście, l'influente aristocratico Krzysztof Opaliński cedette la Grande Polonia a Carlo X Gustavo. Il 31 luglio 1655, l'esercito comandato da Arvid Wittenberg catturò Poznań, e il 20 agosto vicino a Konin, gli eserciti di Wittenberg e Carlo Gustavo unirono le forze e si diressero a Varsavia. Il 2 settembre i polacchi persero la battaglia di Sobota e, il 4 settembre, gli svedesi catturarono Łowicz. Quattro giorni dopo, gli scandinavi entrarono nell'odierna capitale, diventando il primo esercito straniero a far apparire agli occhi del resto del continente la Polonia fragile. Re Carlo Gustavo lasciò una guarnigione in loco, guidata dal generale Bengt Gabrielsson Oxenstierna, e si diresse verso sud, all'inseguimento di Giovanni Casimiro. Il 16 settembre, gli svedesi sconfissero le truppe polacche nella battaglia di Żarnów, e queste ultime rinunciarono ad ogni resistenza e si arresero agli invasori.
Il monarca polacco si diresse verso Cracovia il 25 settembre, fuggendo poi nel castello di Głogówek, vicino a Prudnik, in Alta Slesia. Cracovia rimase nelle mani del generale Stefan Czarniecki; il 3 ottobre, gli scandinavi sconfissero ancora una volta i polacchi nella battaglia di Wojnicz, evento che spalancò la strada per Cracovia. L'antica capitale della Polonia fu catturata dopo un feroce scontro, accaduto il 13 ottobre 1655. Con le tre province polacche più popolate e meglio sviluppate nelle sue mani (la Grande Polonia, la Piccola Polonia e la Masovia), Carlo Gustavo decise di tornare a nord verso la Prussia reale, difesa dal voivoda di Malbork, Jakub Wejher. Gli svedesi, generalmente meglio preparati nell'addestramento, nella disciplina e nell'equipaggiamento, avanzarono in fretta.
Nel frattempo, nel Granducato di Lituania, la cui parte orientale era stata occupata da un altro esercito svedese sotto Magnus Gabriel De la Gardie dall'agosto 1655, Janusz Radziwiłł e suo cugino Bogusław Radziwiłł firmarono l'unione di Kėdainiai (20 ottobre 1655), che pose fine all'unione della Lituania con la Polonia; la decisione dei Radziwiłł fu il risultato dell'invasione russa del 1654, poiché Janusz Radziwiłł accusò i polacchi di non aver aiutato i baltici nella difesa del Granducato. La conquista russa di Vilnius il 9 agosto 1655 e il successivo massacro dei suoi residenti convinsero la nobiltà lituana che la protezione svedese si poteva rivelare la soluzione migliore e più immediata. La Confederazione appariva in una condizione disperata, ma la speranza apparve con la tregua di Vilna del 3 novembre, in virtù della quale la Polonia e lo zar di Russia formarono una coalizione anti-svedese.
Con le forze russe che attaccavano la Svezia in Livonia, la Polonia ebbe finalmente il tempo di recuperare e radunare nuove reclute. Il 12 ottobre 1655, con il permesso del re Giovanni Casimiro, Federico Guglielmo I di Brandeburgo sottoscrisse l'intesa di Rinsk, in cui la nobiltà reale prussiana accettò di consentire alle guarnigioni brandeburghesi nella loro provincia di difenderla contro l'invasione svedese (il testo non includeva però gli importanti centri abitati di Danzica, Elbląg e Toruń). Nel novembre e dicembre 1655 gli scandinavi sotto Gustaf Otto Stenbock catturarono tutte le città della Prussia reale ad eccezione di Danzica, Puck e Malbork.

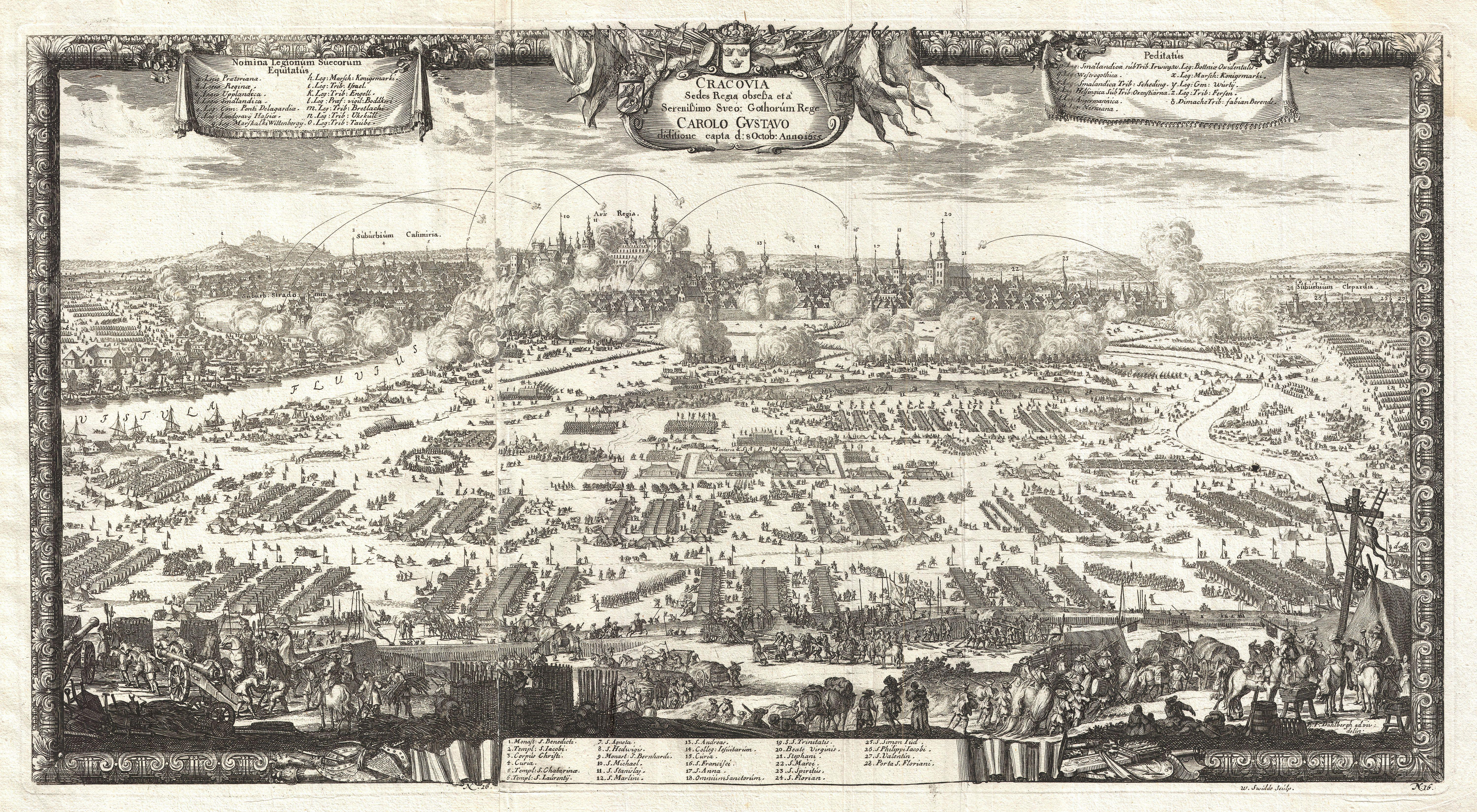
L'assedio di Cracovia ad opera degli svedesi nel 1655

Per impedire il ritorno di Giovanni Casimiro in Polonia, le unità svedesi si posizionarono lungo il confine con la Slesia. Il 18 novembre 1655, questi assediarono il monastero di Jasna Góra, situato nella Piccola Polonia, a ridosso della delimitazione. Guidata dal gran priore Augustyn Kordecki, la guarnigione di questo simbolico santuario-fortezza della Polonia tenne a bada gli attaccanti. La difesa di quest'ultima zona galvanizzò la resistenza polacca contro gli svedesi e la notizia dell'assedio si diffuse in tutta la nazione, spronando la formazione di nuove unità di guerriglia, indignate per il tentativo degli aggressori di impadronirsi del monastero. Nel mese di dicembre del 1655, l'unità del colonnello Gabriel Wojniłłowicz sconfisse gli svedesi e i loro collaboratori polacchi vicino a Krosno.
Il 13 dicembre, le truppe polacche sotto Wojniłłowicz riconquistarono Nowy Sącz, e poco dopo la Svezia perse Biała, Dukla, Biecz, Wieliczka e Oświęcim; alla fine del 1655, la situazione nella Piccola Polonia meridionale si era talmente deteriorata per gli invasori che il 27 dicembre decisero di revocare l'assedio di Jasna Góra. Il 16 dicembre 1655, a Sokal, gli etmani della Corona polacca esortarono la nazione a combattere gli eserciti svedesi e, due giorni dopo, Giovanni Casimiro lasciò il Głogówek in Slesia e, attraverso Racibórz e Cieszyn, tornò in Polonia, arrivando a Lubowla il 27 dicembre. Quarantotto ore dopo fu costituita la confederazione di Tyszowce a sostegno del re polacco e, nella stessa giornata, lo stesso Giovanni Casimiro incontrò gli etmani Stanisław Rewera Potocki, Jerzy Sebastian Lubomirski, Stanisław Lanckoroński e Stefan Czarniecki a Krosno. All'incontro parteciparono anche l'influente primate Andrzej Leszczyński e otto voivodi.

### 1656
Mentre si trovava a Krosno, il re polacco venne a sapere della fine dell'assedio di Jasna Góra e della morte di Janusz Radziwiłł. Il 12 gennaio 1656, Giovanni Casimiro lasciò Krosno e dopo tre giorni arrivò al castello di Łańcut, appartenente alla famiglia Lubomirski. Il 10 febbraio, il monarca giunse a Leopoli, che, insieme a Danzica, era una delle due sole grandi città della Confederazione non occupate da nessuno dei nemici della Polonia. Presto le unità dell'esercito polacco iniziarono a concentrarsi nell'area di Leopoli, tra cui milizie della Rutenia Rossa, la Volinia e Lublino, così come forze sotto Potocki e il principe Lubomirski, insieme alla guarnigione della fortezza di Kam"janec'-Podil's'kyj: alcuni funzionari furono inviati a Mosca nella speranza di ritrovare nella Russia un alleato contro la Svezia, in virtù del tergiversare austriaco. Carlo Gustavo, dopo aver saputo del ritorno del re polacco, ordinò ai suoi eserciti di concentrarsi a Łowicz. L'8 febbraio 1656, gli svedesi sconfissero Czarniecki nella battaglia di Gołąb, e continuarono la loro marcia verso Leopoli, raggiungendo la fortezza di Zamość il 25 febbraio. Il 1º marzo, rendendosi conto che senza cannoni pesanti era impossibile catturare la potente roccaforte, l'esercito svedese rinunciò all'assedio e si diresse verso Bełżec. Il 3 marzo, Carlo Gustavo, le cui unità erano vessate dalle forze di guerriglia polacche non regolari, decise di ritirarsi. Allo stesso tempo, schermaglie su scala minori avvennero anche in Masovia e nella Grande Polonia, e le unità lituane sotto il grande etmano della Lituania Paweł Jan Sapieha iniziarono a procedere verso la Rutenia Rossa.

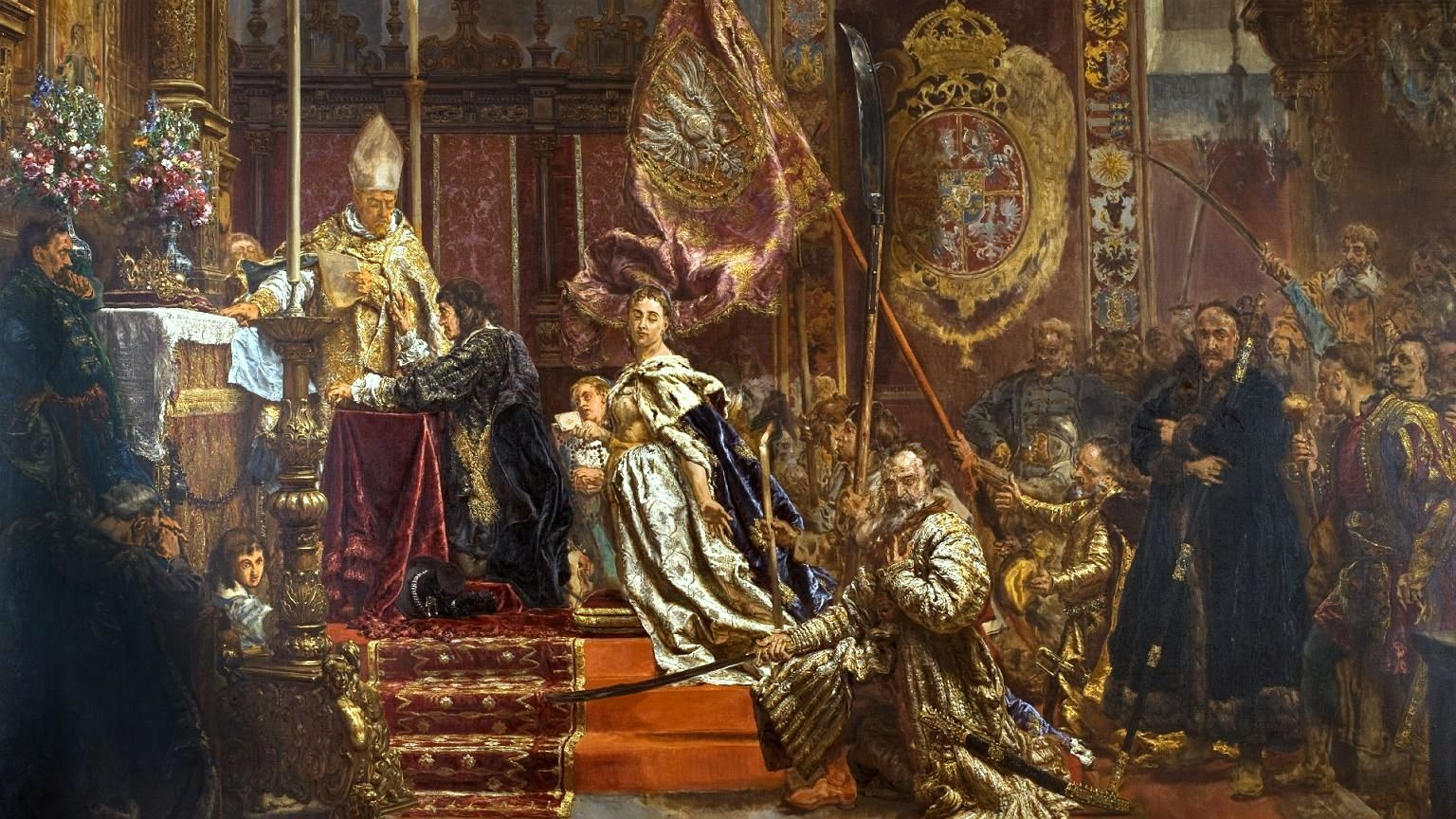
Il voto di Giovanni Casimiro di Jan Matejko (1838–1893) mostra il re polacco a Leopoli nel 1655. Durante l'occasione si impegnò a scacciare gli svedesi

L'11 marzo l'esercito svedese arrivò a Jarosław, facendosi strada attraverso il fiume San. Carlo Gustavo inviò alcune delle sue forze a catturare Przemyśl, ma il 16 marzo tornarono a Jarosław senza riportare successo. Il 22 marzo, l'esercito svedese partì verso nord, lungo i fiumi San e Vistola, tornando a Varsavia. Furono seguiti da unità di Stefan Czarniecki e di Aleksander Koniecpolski, ma durante la ritirata, le truppe polacche che sostenevano gli invasori cambiarono schieramento, unendosi alle forze di Giovanni Casimiro. Il 30 marzo, l'esercito svedese, con 5 000 uomini affamati, infreddoliti e stanchi si fermò vicino a Sandomierz, che era già in mani polacche. Gli svedesi si accamparono tra le foreste vicino a Gorzyce, dove furono presto circondati da circa 23 000 polacchi e lituani. Per aiutare l'esercito assediato, il 27 marzo Federico VI lasciò Varsavia con 2 500 raitri e dragoni, così Giovanni Casimiro ordinò alle unità montate di Czarnecki e Lubomirski per affrontare il margravio. L'esercito di Federico fu sconfitto il 7 aprile nella battaglia di Warka, ma a Gorzyce rimasero combattenti polacchi con poca esperienza e il sovrano svedese riuscì agevolmente a fuggire il 5 aprile, con il risultato che già una settimana più tardi aveva raggiunto Varsavia. Il primo giorno del mese di aprile il sovrano polacco Giovanni II Casimiro pronunciò solennemente il suo voto di consacrare il paese alla protezione della Madre di Dio e la proclamò patrona e regina delle terre nel suo regno nella cattedrale latina di Leopoli nel 1656: l'episodio prende il nome di Śluby lwowskie, ovvero letteralmente dal polacco "giuramento di Lwów".
Dopo la battaglia di Warka, Czarniecki e Lubomirski decisero di dirigersi verso la Grande Polonia e la Cuiavia, per supportare i nuclei guerriglieri lì attivi. Entro il 9 aprile, le truppe polacche raggiunsero la Prussia reale, catturando Bydgoszcz e Nakło il 19. Il tentativo polacco di catturare Toruń, il 17 aprile, si trasformò in un fallimento, mentre, dopo una breve fase di stallo, il comandante Stefan Czarniecki considerò di eseguire un'incursione nella Pomerania svedese, trovando però l'opposizione di altri militari tra le file confederate. Carlo Gustavo decise di impedire ai polacchi di prendere il controllo dei distretti settentrionali del paese, e partì da Varsavia con 10 000 soldati il 17 aprile. Qualche giorno più tardi, i lituani sotto Sapieha liberarono dapprima Lublino e poi Praga, oggi distretto della capitale. Le forze di Czarniecki e Lubomirski si unirono ad altre truppe vicino a Piła, ma il 7 maggio furono sconfitte nella battaglia di Kłecko, nonostante la superiorità numerica. Dopo la battaglia, le unità polacche sopravvissute si raggrupparono vicino a Gniezno, e alla fine di maggio si diressero a Varsavia, per aiutare i lituani nell'assedio della capitale polacca, cominciato il 24 aprile. A difendere Varsavia era Arvid Wittenberg con 2 000 combattenti, poiché il principale esercito svedese era impegnato ad assediare Danzica; questi capitolò infine alla fine di giugno del 1656.

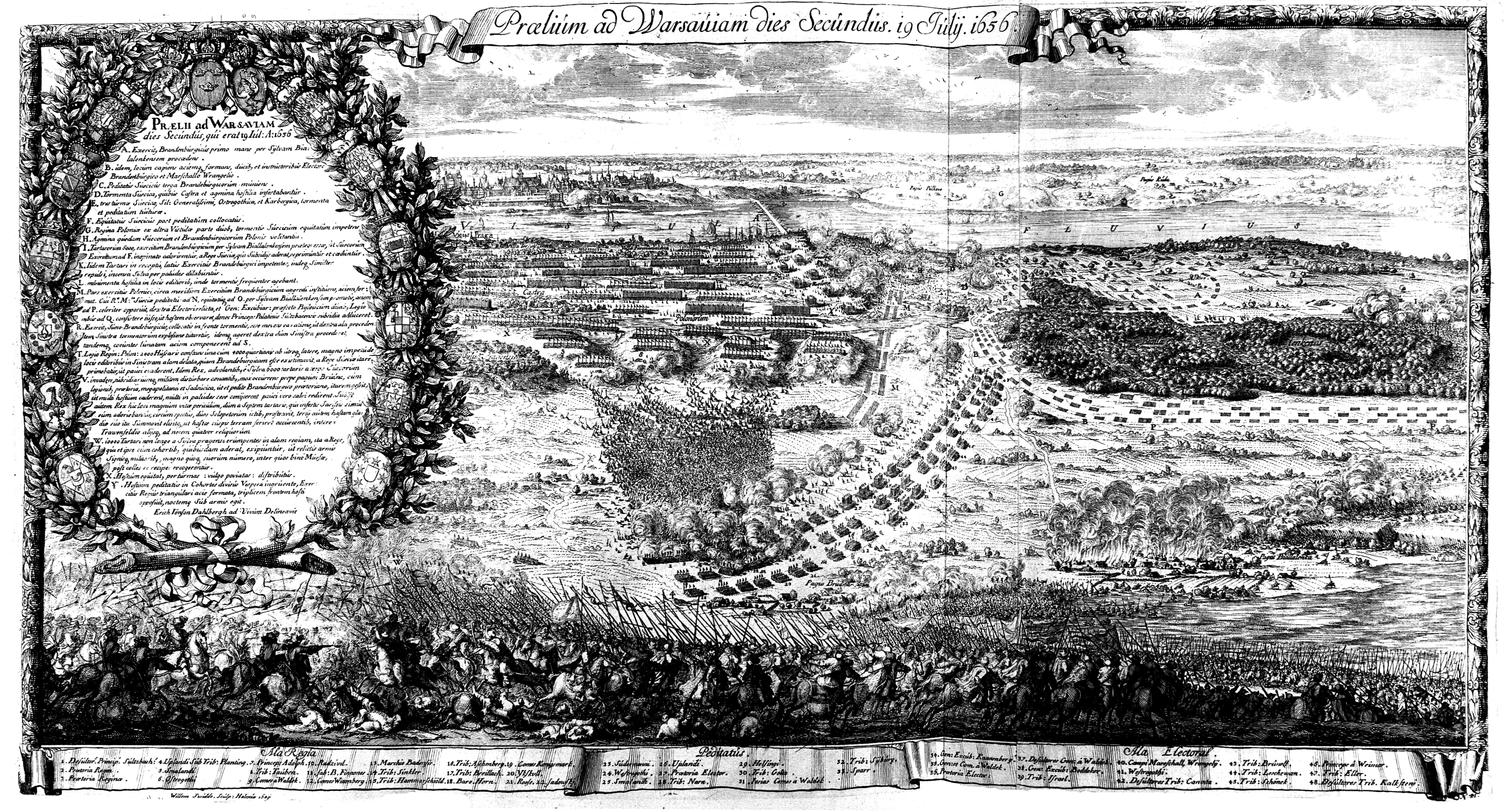
La battaglia di Varsavia del 1656

Già alla fine del 1655, Carlo Gustavo si rese conto che sarebbe stato impossibile per lui insediarsi nella Repubblica delle Due Nazioni, convincendosi a quel punto che sarebbe stato necessario ottenere supporto per frammentare il suo nemico. Il 29 giugno 1656 firmò il trattato di Marienburg, in cui offriva a Federico Guglielmo I di Brandeburgo una ricompensa per aver combattuto dalla sua parte. Al Brandeburgo-Prussia fu promessa la sovranità in quattro voivodati: Poznań, Kalisz, Łęczyca e Sieradz. Il 28 luglio, un esercito congiunto svedese-brandeburghese, alla cui guida figurava Carlo Gustavo, partì per Varsavia. Anche se il gruppo era numericamente poco cospicuo, riuscì comunque a sconfiggere polacchi e lituani nella battaglia di Varsavia alla fine di luglio e a riconquistare la capitale. Con tale vittoria, tuttavia, ottenne poco, poiché i biancorossi si ritirarono dietro il Wieprz, dove si raggrupparono, e furono presto pronti a continuare a combattere.
Alla fine, Carlo Gustavo decise di abbandonare Varsavia e ritirarsi nella Prussia reale. Per punire il Brandeburgo-Prussia, le forze confederate decisero di invadere il Ducato di Prussia: all'inizio di ottobre 1656, un esercito di 11 000 uomini condotto dal generale Wincenty Korwin Gosiewski entrò in Prussia, supportato da 2 000 tatari di Crimea. L'8 ottobre, l'esercito di Gosiewski prevalse nella battaglia di Prostken, ma dopo che i tartari decisero di tornare in Crimea, i polacco-lituani persero a Filipów il 22 ottobre. Nel novembre 1656, le truppe della Grande Polonia invasero la provincia del Brandeburgo di Neumark, il che portò al ritiro delle forze del Brandeburgo dalla maggior parte della Grande Polonia. Carlo Gustavo, sapendo di aver bisogno del sostegno dell'elettore, accettò di firmare il trattato di Labiau in data 20 novembre, il quale concedeva la piena sovranità al sovrano prussiano, in cambio del suo completo appoggio militare alla Svezia nel guerra. La Confederazione, d'altra parte, aveva già negoziato con la Casa d'Asburgo: il 1º dicembre 1656 fu firmato infatti il primo trattato di Vienna, seguito da un secondo, in cui l'imperatore Leopoldo I promise di aiutare Giovanni Casimiro con 12 000 truppe contro l'alleanza svedese-brandeburghese. Alla fine del 1656, le truppe svedesi non figuravano più sul territorio della Confederazione se non in sezioni minori, nello specifico solo la metà della sponda destra della Prussia reale, della Masovia settentrionale, di Łowicz, di Cracovia e di Tykocin.

### 1657
Nel 1653, il sovrano ungherese di Transilvania Giorgio II Rákóczi aderì a un'alleanza con la Polonia, e le relazioni tra la Polonia-Lituania e la Transilvania si mantennero pacifiche. A Giorgio era stata persino offerta la corona polacca, a condizione che si convertisse al cattolicesimo. Gli sbalorditivi successi svedesi, tuttavia, fecero cambiare idea a Rákóczi: il 18 maggio 1656, Carlo X Gustavo, in una lettera inviata da Malbork, offrì al principe ungherese la Rutenia Rossa, in cambio di appoggio militare contro la Confederazione. Nel frattempo, Rákóczi aveva già negoziato con Bohdan Chmel'nyc'kyj, e il 7 settembre 1656, la Transilvania e la Sič di Zaporižžja firmarono un accordo di pace, che obbligava entrambe le parti ad aiutarsi a vicenda in guerra. L'8 dicembre 1656 fu firmato il trattato di Radnot, che divideva la Polonia-Lituania tra Carlo X Gustavo, Bogusław Radziwiłł, l'elettore Federico Guglielmo, Bohdan Chmel'nyc'kyj e Giorgio II Rákóczi. Alla fine di gennaio 1657, l'esercito transilvano di 25 000 uomini attraversò i Carpazi, dirigendosi verso Medyka, dove li attendevano 10 000 alleati cosacchi. Per affrontare il nuovo invasore, l'armata dell'etmano Stanisław Rewera Potocki si precipitò verso sud. Allo stesso tempo, il 2 gennaio, nella battaglia di Chojnice, gli svedesi surclassarono i polacchi. Il 26 febbraio, Stefan Czarniecki e il re Giovanni Casimiro si incontrarono a Kalisz, dove decisero di impedire l'incontro tra gli eserciti svedesi e transilvani.

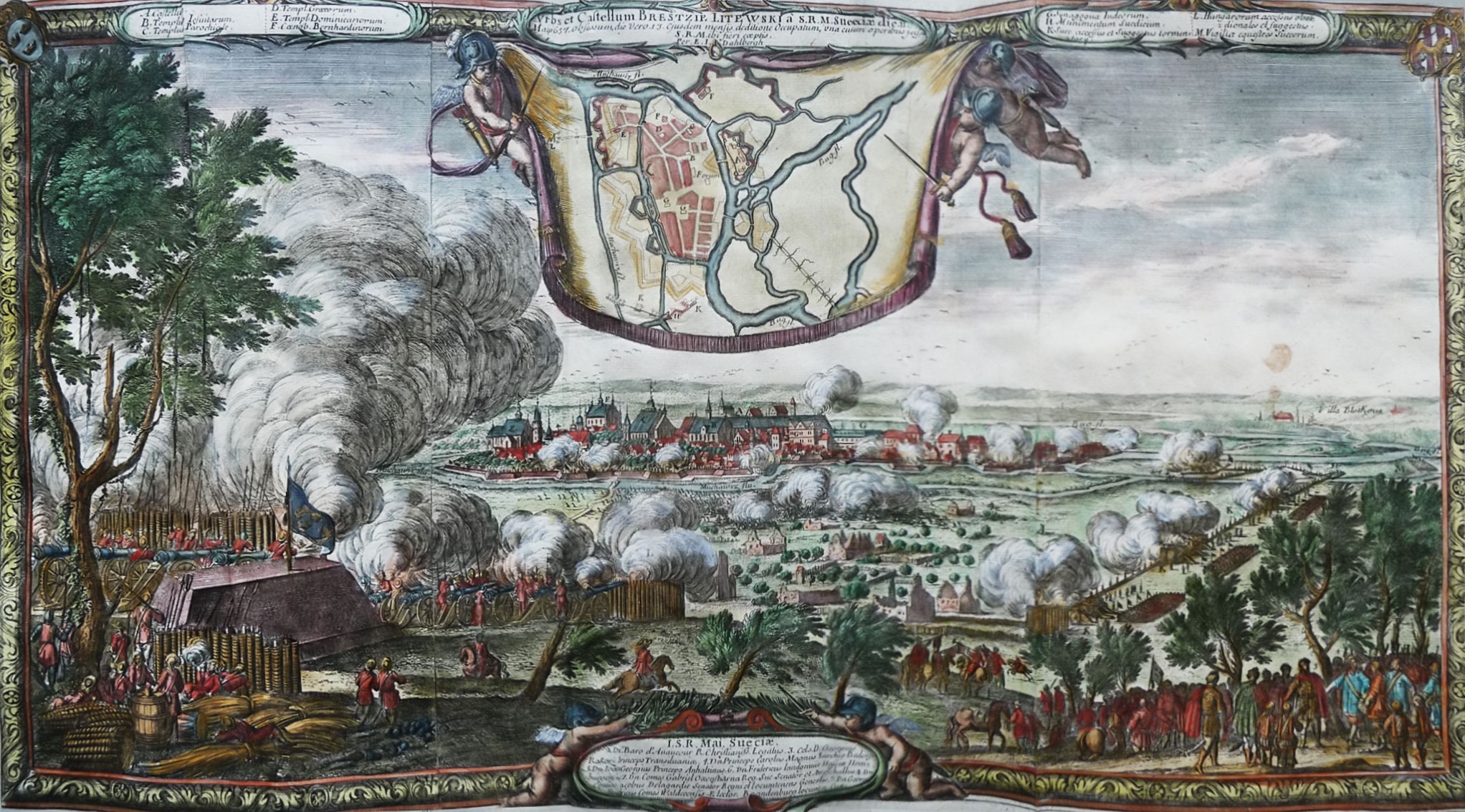
L'assedio transilvano-svedese di Brėst nel 1657, dipinto da Erik Dahlberg

Dopo essersi unito ai cosacchi, Rákóczi decise di non attaccare Leopoli, ma si diresse verso Cracovia, dove la situazione della guarnigione svedese sotto l'ufficiale e diplomatico Paul Wirtz era disperata. Il 21 marzo Rákóczi catturò Tarnów e il 28 raggiunse Cracovia: lungo la strada per l'antica capitale polacca, i combattenti cosacchi della Transilvania incendiarono e saccheggiarono città e villaggi, uccidendo migliaia di persone. Poiché la guarnigione era troppo impegnata a razziare la Piccola Polonia, solo 5 000 soldati raggiunsero Cracovia, che in base al trattato di Radnot doveva essere governata dalla Transilvania. Dopo aver lasciato 2 500 uomini per aiutare la guarnigione svedese di Cracovia, Rákóczi si diresse verso nord, lungo la Vistola. Il 12 aprile 1657, i cosacchi della Transilvania si incontrò con le forze svedesi sotto Carlo X Gustavo, a Ćmielów. Le forze congiunte iniziarono a seguire l'esercito della corona polacca sotto Stanisław Potocki e quello lituano sotto Paweł Sapieha, per spingerli verso uno scontro in campo aperto. Il 29 aprile, i polacco-lituani si incontrarono a Łosice e, all'inizio di maggio 1657, decisero di organizzare una rappresaglia in Transilvania su idea dell'etmano Jerzy Sebastian Lubomirski. Il 13 maggio, Rákóczi e Carlo X Gustavo presero la fortezza di Brześć Litewski e, il 17 maggio, dopo un assedio di tre giorni, svedesi, cosacchi e transilvani conquistarono Varsavia. Poco dopo, tuttavia, iniziò la guerra danese-svedese e Carlo X Gustavo lasciò la Polonia con la maggioranza delle sue truppe: quel che restava dei guerrieri svedesi era comandato da Gustaf Otto Stenbock e il ritiro di questi ultimi mise a disagio Rákóczi, ben consapevole della scarsa qualità dei suoi soldati. Il 7-8 luglio 1656, al castello di Łańcut, il re Giovanni Casimiro e gli etmani al suo seguito concordarono che Stefan Czarniecki avrebbe seguito Rákóczi e i cosacchi, mentre le divisioni di Lubomirski e Potocki insieme ai tartari di Crimea avrebbero salvaguardato il confine, impedendo all'esercito transilvano-cosacco di scappare dalla Confederazione.
Il 20 giugno 1657, Carlo X Gustavo ordinò a Stenbock di abbandonare Rákóczi e dirigersi a Stettino. Per sfuggire dal pericolo, il sovrano della Transilvania iniziò una rapida ritirata verso sud, ovvero in direzione dei Carpazi. L'11 luglio la divisione di Stefan Czarniecki sconfisse Rákóczi a Magierów vicino a Leopoli e il 20 l'esercito cosacco della Transilvania fu completamente annientato nella battaglia di Czarny Ostrów, nella regione della Podolia. Tre giorni dopo, Rákóczi firmò un trattato di pace con la Confederazione, in cui prometteva di rompere l'alleanza con la Svezia, ritirare le sue truppe da Cracovia e Brześć Litewski e pagare per i danni inflitti dal suo esercito. Il 26 luglio, ciò che restava dei transilvani fu circondato dai tartari vicino a Skalat. Rákóczi riuscì a darsi alla fuga e il comando dovette temporaneamente passare in capo al principe magiaro Giovanni Kemény, che finì prigioniero dei tartari. Dopo sei mesi di combattimenti in Polonia, i 25 000 combattenti di Rákóczi si erano dispersi o erano perlopiù morti o feriti, mentre tutti i sopravvissuti che non riuscirono ad allontanarsi di propria volontà dai campi di battaglia finirono prigionieri dai tartari.
Il 30 agosto, la guarnigione svedese salutò Cracovia e, per tutto il mese di settembre, ogni unità svedese in Polonia converse verso nord, nella Prussia reale. Nel complesso, nell'autunno di quell'anno, solo 8 000 scandinavi circa rimanevano in Polonia-Lituania, concentrati perlopiù in centri abitati quali Malbork, Elbląg, Sztum, Brodnica, Grudziądz e Toruń. L'11 settembre un'armata austriaca di 11 000 uomini, alleata della Polonia, si concentrò vicino a Cracovia e partì alla volta di Płock, dove trascorse tra l'altro l'inverno. Comandanti dell'esercito polacco e da re Giovanni Casimiro, incontrato a Pozna il 26 novembre, si decise di ritardare l'attacco alle forze svedesi nella Prussia reale fino alla primavera del 1658. Il 6 novembre 1657, Polonia e Brandeburgo-Prussia firmarono il trattato di Bromberg: la Prussia ducale, in precedenza alleata della Svezia, cambiò schieramento e garantì il sostegno militare della Confederazione, in cambio della propria sovranità (era stata in precedenza un feudo gestito dalla Polonia sin dal 1466). La sottoscrizione di una simile intesa si rivelò assai nefasta per la Polonia, che vide ridurre la sua influenza sul mar Baltico da lì per alcuni secoli a venire.

### 1658–1660

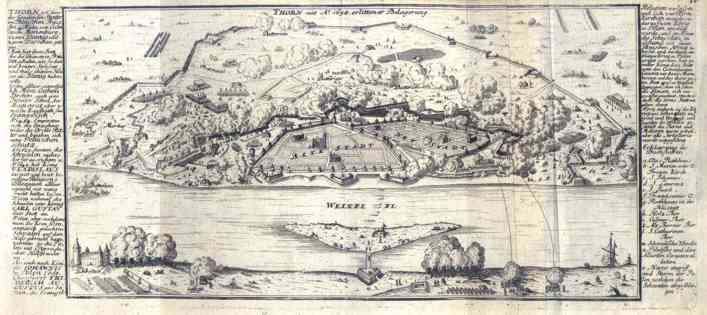
Assedio di Toruń del 1658

Nella primavera del 1658, l'esercito polacco, insieme ai suoi alleati austriaci sotto Raimondo Montecuccoli, diede il via a una campagna nella Prussia reale, dove diverse città chiave apparivano ancora in mano agli svedesi. Il 1º luglio iniziò l'assedio di Toruń, un insediamento ben fortificato e difeso da 2 400 soldati sotto Barthod Hartwig von Bulow. Le truppe polacche includevano combattenti affiliati a vari aristocratici, inclusi Krzysztof Grodzicki, Jan Sapieha e Stefan Czarniecki. Inoltre, non mancava il supporto dall'esercito brandeburghese-prussiano condotto da Bogusław Radziwiłł, il quale dopo la firma del trattato di Bromberg cambiò schieramento e rinunciò ai suoi propositi in Lituania. Nell'insieme, quasi 25 000 soldati assediarono Toruń: dopo un prolungato bombardamento di artiglieria, l'attacco principale ebbe luogo nella notte tra il 16 e il 17 novembre e il 30 dicembre la città capitolò. Nel frattempo, la divisione di Stefan Czarniecki si diresse in Danimarca-Norvegia, affinché fornisse ausilio ai danesi nella guerra danese-svedese. Nell'ottobre 1658, un'armata polacca formata da 4 500 unità raggiunse Amburgo e, a dicembre, con l'aiuto di altri rinforzi, si impossessò della fortezza di Kolding.
Nel frattempo, nel luglio del 1658, il Sejm aveva ordinato l'espulsione degli antitrinitari Fratelli polacchi, accusati di aver complottato con gli invasori svedesi.
Nel 1659, gli scandinavi ancora attivi in Polonia sotto il barone Lorens von der Linde si ritirarono nelle principali fortezze reali prussiane, ovvero Malbork, Głowa Gdańska, Grudziądz, Elbląg e Brodnica. Nell'agosto 1659, i confederati espugnarono Głowa e Grudziądz e, poco dopo, la stremata e affamata guarnigione svedese di stanza a Brodnica sventolò bandiera bianca. L'assedio di Malbork si trascinò e gli attaccanti si assicurarono che fossero impedito i collegamenti stradali con Elbląg, il cui assalto cominciò nel dicembre del 1659. Nel frattempo, alla fine del 1658, la tregua russo-polacca terminò quando le forze russe al servizio dei boiardi Ivan Andrejevič Khovanskj e Jurij Aleksiejewicz Dołgorukow attaccarono nuovamente i polacco-lituani. Il casus belli fu l'intesa di Hadjač, in virtù della quale i cosacchi ruteni sarebbero stati elevati a un grado di parità con i polacchi e i lituani, formando un nuovo ducato di Rutenia, dotato di privilegi ed autonomie sia politiche sia religiose, paragonabili a quelle delle altre due nazioni, così che si formasse una Confederazione trinazionale polacco-lituano-rutena. La Moscovia si oppose a questo stato di nuova costituzione e decise di intraprendere un'altra guerra, grazie alla quale riuscì a spingersi molto a ovest, fino a quando non risultò impossibile procedere oltre per via delle sonore sconfitte rimediate a Konotop e a Polonka.
Il 3 maggio 1660 vide la luce il trattato di Oliva, ultima tappa della guerra polacco-svedese. Dopo la conclusione del conflitto, la Polonia-Lituania scatenò una grande offensiva contro i russi, battendoli nella battaglia di Čudnov. Il 2 dicembre 1661, Vilnius fu riconquistata e nel 1663-1664 le forze polacche si assicurarono la riva sinistra ucraina. Le schermaglie con la Russia si esaurirono con la tregua di Andrusovo il 30 gennaio 1667.

## Conseguenze
Uno degli effetti più notevoli del devastante diluvio risultò il successivo indebolimento della posizione internazionale della Polonia-Lituania. L'inserimento della Russia nel conflitto dimostrò quanto temibile fosse la presenza di due potenze straniere sul suolo nazionale, sia pur non organizzatesi in maniera congiunta. Non si dimentichi che, al di là della vittoria riportata poi dai polacco-lituani, la Livonia andò perduta in favore di Stoccolma. Inoltre, con l'intera Confederazione ridotta alla mercé delle truppe presenti nel Paese negli anni più bui delle schermaglie, la Russia seppe risollevarsi da decenni difficili, rinvigorendosi a tal punto da costituire quell'impero che all'inizio del XVIII secolo giocò un ruolo chiave nelle spartizioni dell'agonizzante Repubblica delle Due Nazioni nella seconda metà del XVIII secolo.
Il diluvio pose inoltre fine all'epoca della tolleranza religiosa: gli invasori, perlopiù non cattolici, si opposero ai polacchi e si deve ricordare che, proprio quando il conflitto era ancora in corso, nel 1658, avvenne l'espulsione dei protestanti Fratelli polacchi, un evento che testimonia con chiarezza come i principi di pacifica convivenza tra diverse fedi si fossero increspati. Prima e durante il diluvio, molte migliaia di ebrei furono vittime della violenza perpetrata dai cosacchi di Zaporižžja, che vedevano i polacchi alla stregua di conquistatori e i semiti come loro collaboratori.

### Perdite e costi materiali della guerra

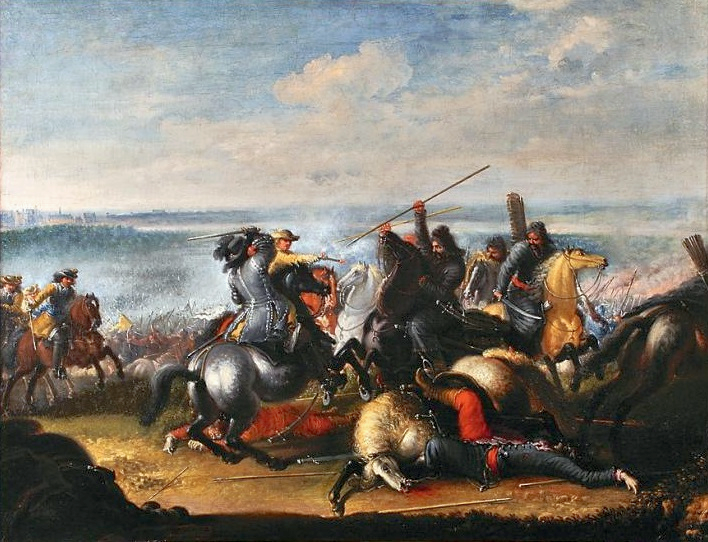
Carlo X Gustavo in lotta con i tartari nella battaglia di Varsavia, 29 luglio 1656. Johan Philip Lemke, olio su tela, 1684

L'invasione svedese colpì le province più ricche della Confederazione (Grande Polonia, Piccola Polonia, Masovia, Pomerelia, Cuiavia, Podlachia), che erano state quasi sempre non interessate dai grandi conflitti avvenuti nei 200 anni precedenti. Secondo il professor Andrzej Rottermund, direttore del castello reale di Varsavia, l'esercito svedese privò la Polonia dei suoi beni più preziosi, ovvero di migliaia di opere d'arte, libri e oggetti di valore. La maggior parte di questi oggetti non è mai stata restituita in Polonia e ad oggi i beni risultano custoditi sia da privati svedesi che nei musei di Stoccolma, come il museo dell'Esercito svedese e l'Armeria Reale. Quasi tutte le città, paesi, castelli e chiese nei luoghi in cui erano di stanza le truppe svedesi furono rasi al suolo, e nei documenti storici di molti insediamenti polacchi si possono rinvenire segnalazioni che recitano "oggetto distrutto durante l'invasione svedese". Dal castello reale di Varsavia gli svedesi depredarono circa 200 dipinti, numerosi tappeti e tende turche, strumenti musicali, mobili, porcellane cinesi, armi, libri, manoscritti, marmi, persino abiti di cameriere e arazzi strappati dai muri. Nel frattempo, anche gli invasori russi nell'est avevano distrutto e danneggiato svariate infrastrutture, spesso adibite alla coltivazione dei fertili terreni coltivati e legate alle fattorie locali.
Hubert Kowalski della facoltà di archeologia dell'Università di Varsavia afferma che gli scandinavi avevano rubato tutto ciò su cui era possibile mettere le mani: finestre, scale, camini, sculture, pavimenti, porte e cancelli. Quasi tutte le merci depredate venivano caricate su imbarcazioni e trasportate lungo la Vistola fino al mar Baltico e poi in Svezia. Nel novembre 2011, gli archeologi dell'Università di Varsavia hanno rinvenuto circa 70 oggetti (dal peso totale di cinque tonnellate), che probabilmente giungevano dal castello reale di Varsavia ed erano affondati nella Vistola mentre venivano trasportati in Svezia. In virtù di quanto sanciva l'articolo 9 del trattato di Oliva, che stabiliva che la Svezia avrebbe dovuto restituire tutti i beni rubati, diversi monarchi polacchi (Giovanni II Casimiro, Giovanni III Sobieski e Stanislao II Augusto Poniatowski) inviarono a tale scopo ambasciate ufficiali in Svezia, senza successo. Nella maggioranza dei casi, le autorità svedesi avevano affermato di non sapere dove fossero i beni rubati. Nel 1911, l'Accademia delle scienze di Cracovia spedì una propria delegazione, composta dai famosi professori Eugeniusz Barwiński, Ludwik Birkenmajer e Jan Łoś: giunti a Stoccolma e a Uppsala, essi trovarono 205 manoscritti e 168 libri rari polacchi. Nel 2002, il castello reale di Varsavia ha organizzato una mostra, "L'aquila e le tre corone", in cui esponeva molti oggetti rubati alla Polonia e conservati nei musei svedesi. Dopo il diluvio, la Repubblica delle Due Nazioni divenne un "deserto culturale". Polonia e Lituania videro la scomparsa di 67 biblioteche e di 17 archivi, andati bruciati o rovinati in maniera irreversibile; di tutte le principali città del paese, solo Leopoli e Danzica non affrontarono devastazioni. A seguito dell'invasione svedese, in Polonia sopravvissero solo pochi edifici pre-barocchi e, tra i tanti oggetti, si stima la sottrazione di oggetti quali:
- Registri statali sia polacchi che lituani (Metrica Regni Poloniae);
- Scritti conservati nella biblioteca reale di Varsavia;
- Opere conservate nelle biblioteche nel castello di Ujazdów, Toruń, Bydgoszcz, Malbork, Poznań, Grudziądz, Gniezno, Lublino, Jarosław, Vilnius, Sandomierz, Radom e Cracovia, oltre che archivi e altri centri culturale della maggior parte delle città della Prussia reale. Svariati testi rubati sono conservati nella Biblioteca universitaria di Uppsala, nella Biblioteca reale di Stoccolma e nelle biblioteche private delle famiglie Bielke, Oxenstierna, Rosenhahne, Wrangel e Brahe;
- Tutti i palazzi di Varsavia (ne uscirono completamente derubati il palazzo Kazanowski, degli Ossoliński, dei Daniłłowicz, del primate, la residenza vescovile, il palazzo reale e il castello cittadino;
- Fortificazioni ed edifici religiosi, depredati e/o rasi al suolo, come quasi tutte le città polacche; tra i vari esempi si possono annoverare Golub-Dobrzyń, Krzyżtopór, Wieluń, Krasnystaw, Wawel, Ostrowice, Lanckorona, Pieskowa Skała, Kielce, Sandomierz, Chęciny Niepołomice, Skała, Małogoszcz, Wolbrom, Kruszwica e Rabsztyn.

Secondo le stime degli studiosi polacchi I. Ihnatowicz, Z. Landau, A. Mączak e B. Zientara, l'invasione dell'esercito svedese e dei suoi alleati (Brandeburgo-Prussia e Transilvania), provocò la perdita del 25% della popolazione in quattro principali province polacche. La Piccola Polonia perse il 23% della popolazione, la Masovia il 40% nei piccoli centri e il 70% negli insediamenti maggiori, la Grande Polonia il 50% negli agglomerati minori e il 60% nelle conurbazioni. La Prussia reale perse circa il 60% dei suoi abitanti. Secondo alcuni autori biancorossi, i danni derivati dal diluvio risultarono almeno pari se non maggiori di quella affrontati nel corso della seconda guerra mondiale.
Nel gennaio 2013 Marek Poznański, un membro del parlamento polacco affiliato al Movimento Palikot, ha annunciato il suo piano di inviare migliaia di cartoline a politici e giornalisti europei, in cui desiderava convincere i destinatari che la Polonia avrebbe dovuto ottenere un risarcimento finanziario dalla Svezia per la distruzione del paese nel diluvio, questo sulla base di quanto sanciva l'articolo 9 del trattato di Oliwa del 1660. Il deputato era precedentemente intervenuto presso il Ministero degli Affari Esteri polacco e il Ministero della Cultura, visitando altresì l'ambasciata svedese a Varsavia. Un uomo d'affari di Varsavia, Sławian Krzywiński, si è unito alla causa di Poznański istituendo la Fondazione per la ricostruzione della distruzione causata dall'invasione svedese (Fundacja Odbudowy Zniszczeń Dokonanych w Czasie Potopu Szwedzkiego). Secondo Krzywiński, i beni saccheggiati sono ancora conservati nei musei e nelle collezioni private svedesi. Tra le innumerevoli opere perdute, si è fatto riferimento alla biblioteca Braniewo, la quale custodiva le opere di Niccolò Copernico, in particolare, l'edizione di Norimberga del 1543 del De revolutionibus orbium coelestium, oltre che il più antico testo stampato del Bogurodzica, un antico manoscritto di epoca medievale. Krzywiński ha affermato che, come atto di buona volontà, la controparte scandinava avrebbe dovuto coprire il costo della ricostruzione del castello Rawa Mazowiecka, da loro demolito tra il 1650 e il 1660.

## Nella cultura di massa
Per via degli innegabili effetti che ebbe il diluvio sul corso della storia polacca, sono stati realizzati diversi testi allo scopo di ricostruire i tragici eventi bellici. Nel 1886, Henryk Sienkiewicz descrisse l'invasione svedese nel suo romanzo intitolato Роtор. Sulla base di tale scritto, Jerzy Hoffman ha diretto la pellicola Diluvio (Роtор) nel 1974, un'opera storica classica in cui il protagonista, interpretato Daniel Olbrychski nel ruolo di Andrzej Kmicic, rivestiva il ruolo di un patriota che aveva combattuto valorosamente contro l'invasione svedese. Il lavoro ha ricevuto una nomination per la corsa all'Oscar al miglior film in lingua straniera del 1974, vinto in quell'occasione da una famosa pellicola di Federico Fellini, Amarcord.
In ambito letterario, sono vari i lavori che si possono citare: per esempio, Augustyn Necel in Krwawy sztorm ("Tempesta di sangue", 1960), dove l'autore descrive gli effetti del diluvio nella regione della Casciubia, Stanisław Maria Jankowski in Znak Jastrzębca ("Il segno dello stemma degli Jastrzębiec", 1979), James Michener nel suo romanzo Polonia (1983), Mirosław Nagielski in Warszawa 1656 (1990). Non vanno dimenticate opere storiografiche rielaborate sui resoconti forniti da padre Augustyn Kordecki (1603-1673) nella sua Pamiętnik oblężenia Częstochowy ("La memoria dell'assedio di Częstochowa"). Tra gli altri testi letterari più recenti figurano quello del 2000 di Renata Ocieczek, Czasy potopu szwedzkiego w literaturze polskiej ("L'epoca del diluvio svedese nella letteratura polacca"), e quello del 2006 di Jacek Płosiński, "Potop szwedzki na Podlasiu" ("Diluvio svedese in Podlachia").
Il diluvio ha fornito ispirazione pure nel campo dei videogiochi: Mount & Blade: With Fire & Sword, il cui nome deriva dal primo libro della trilogia di Sienkiewicz, che contiene una missione chiamata "Il Diluvio" (The Deluge) basata sugli eventi accaduti nella Confederazione polacco-lituana al momento dell'invasione straniera.